# Пишине (Тренто)
Пишине је насеље у Италији у округу Тренто, региону Трентино-Јужни Тирол.
Према процени из 2011. у насељу је живело 167 становника. Насеље се налази на надморској висини од 884 м.